# Musée Frederic-Marès

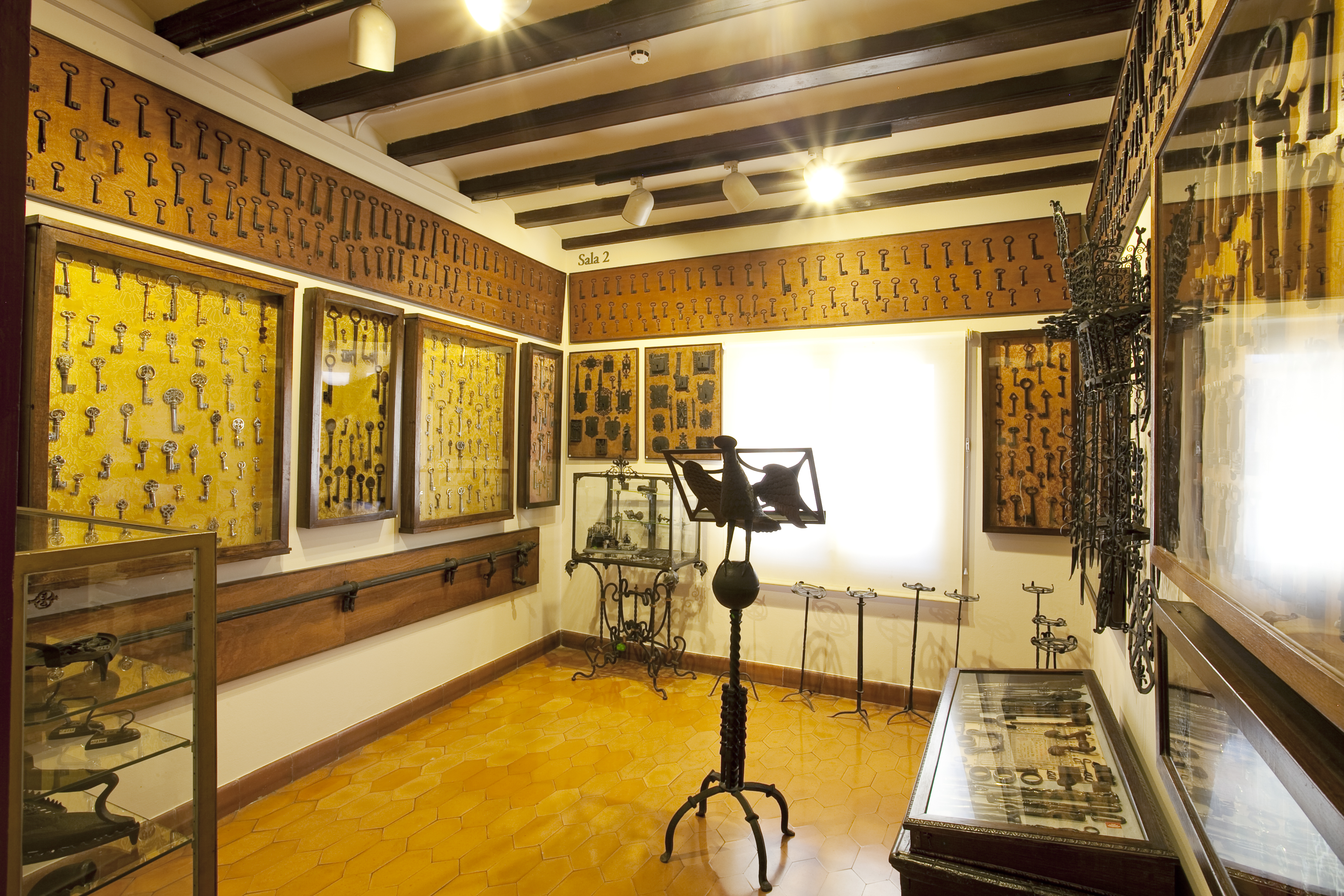
Collections de clés du musée.

Le musée Frederic-Marès (en catalan : Museu Frederic Marès, en espagnol : Museo Frederic Marès) est un musée d'art et de sculpture à Barcelone. Il abrite la collection donnée à la ville par le sculpteur Frederic Marès.

## Présentation
Le musée comprend deux grands espaces : une première consacrée à une importante collection de sculptures et l'autre qui regroupe des objets divers relatifs à la société catalane de la seconde moitié du XIXe siècle.
Le musée expose notamment plusieurs sculptures de Pere Moragues.